# Our Little Corner of the World: Music from Gilmore Girls
Az Our Little Corner of the World: Music from Gilmore Girls egy 2002-ben megjelent filmzene album a Rhino Recordstól, amelyet a Szívek szállodájához adtak ki. Az album egy zenei válogatás a sorozathoz készült, Sam Phillips által komponált zenékből és több más zenésztől, amelyek főleg az első két évadban hallhatóak. Az album tartalmazza a „Where You Lead” új változatát is, amelyet Carole King és lánya, Louise Goffin vett fel, amelynek egy rövid részlete főcímzeneként is szolgál.
Az albumot eredetileg 2002. szeptember 24-én tervezték kiadni, amely egybeesett volna a harmadik évad premierjével, de egy héttel elhalasztották, 2002. október 1-jére.
Heather Phares az Allmusictól kritikájában azt mondta: „az Our Little Corner of the World majdnem túl szép hogy igaz legyen, egyike a legjobb televíziós albumnak, amelyet mostanában adtak ki.” Noel Holston, a New York-i Newsday újságtól úgy találta, hogy a rock-pop dalok összeválogatása: „észrevehetően nem jobb, mint az új Dokik CD vagy társa, az 1999-es, Felicity”, de a Sam Phillips által írt dalokkal „Úgy áll össze, mint egy nagyszerű kamasz álma.” A Village Voice-tól Mary Jacobi megjegyezte, hogy „Sok dallam eleveníti fel Rory korai szerelmét Deannel és a zavarodottságot, amelyet riválisa, a rossz fiút alakító Jess váltott ki. Jacobi azzal az észrevétellel zárta, hogy „A Palladinók emlékeznek az első csókra és tudják, milyen fontos, hogy a megfelelő zenét válasszák ez alkalommal.”

## Az album dalai
1. Waltz #1 (Cue) – Sam Phillips (0:14)
2. What a Wonderful World – Joey Ramone (2:21)
  - 2. évad, 15. rész, Kincs, ami majdnem nincs
  - Amikor Luke egy lyukat üt lakásának egyik falára Jessnek, hogy legyen saját szobája.
3. Child Psychology – Black Box Recorder (4:05)
  - 1. évad, 19. rész, Emily Csodaországban
  - A dal, amelyet Lane visz át Rory-nak, aki azért szereti, mert olyan nyomasztó.
4. Know Your Onion! – The Shins (2:27)
  - 2. évad, 7. rész, Anyja lánya
  - A dal, amelyet Rory hallgat az epizód elején, amikor a Chilton tanácsadója megzavarja.
5. I Found Love – The Free Design (2:40)
  - 2. évad, 1. rész, Az eljegyzés
  - Amikor az epizód elején a Gilmore lányok sétálnak Stars Hollowban, ahol mindenkinek van egy szál Lorelai ezer százszorszépéből.
6. Elastica – Elastica (2:25)
  - 2. évad, 19. rész, Tanulj tinó!
  - Mielőtt Jess és Rory autóbalesetet szenved.
7. Oh My Love – John Lennon (2:41)
  - 1. évad, 16. rész, Szerelem a csillagok alatt
  - Amikor Dean elmondja Rory-nak, hogy szereti és ő nem mond erre semmit.
8. Getting Married (Cue) – Sam Phillips (0:29)
9. Where You Lead I Will Follow – Carole King & lánya Louise Goffin (3:26)
  - A sorozat főcímdala.
10. Clear Spot – Pernice Brothers (2:20)
  - 4. évad, 4. rész, Csirkét vagy marhát?
  - Az album kiadásakor még nem került adásba a rész.
11. One Line – PJ Harvey (3:10)
  - 1. évad, 21. rész, Dalnokok és százszorszépek
  - Amikor Rory elmondja Deannek, hogy "Szeretlek, te idióta!" és megcsókolja őt.
12. I'm the Man Who Murdered Love – XTC (3:42)
  - 1. évad, 2. rész, Első nap a suliban
  - A dal, amit Lane játszik le Rory-nak az új Cd-jéről.
13. Maybe Next Week (Cue) – Sam Phillips (0:24)
14. Thirteen – Big Star (2:35)
  - 1. évad, 9. rész, Rory bálja
  - Amikor a bál után Rory Deannel sétál Stars Hollowban.
15. Human Behaviour – Björk (4:11)
  - 2. évad, 10. rész, Ünnepi lakoma
  - Amikor a Gilmore lányok meglátják, hogy a tökéletes hóembert elpusztították.
16. I Don't Mind – Slumber Party (2:44)
  - 3. évad, 4. rész, Hogyan bosszantsuk fel a mamát?
  - Amikor Rory befesti Lane haját.
17. Tell Her What She Wants to Know – Sam Phillips (2:13)
  - 4. évad, 1. rés, Véget nem érő táncversenyek
18. It's Alright, Baby – Komeda (2:50)
  - 2. évad, 7. rész, Anyja lánya
  - A dal, amelyet Rory hallgat a fejhallgatóján a Chilton étkezőben a rész végén.
19. God Only Knows – Claudine Longet (3:29)
  - 1, évad, 12. rész, Dupla randevú
  - A dal, amelyet Rory és Lane hallgatni próbál, amikor Lorelai tanulni próbál és folyamatosan kéri őket, hogy halkítsák le, majd hangosítsák fel.
20. Smile – Grant-Lee Phillips (3:53)
  - 3. évad, 3. rész, Jelentem, hogy jelentkezem
  - Amikor Luke és Taylor vitatkoznak, közben Lorelai és Rory ismét Stars Hallowban sétálgatnak.
21. O'Oh – Yoko Ono (3:42)
  - 2. évad, 21. rész, Egy kis kiruccanás
  - Amikor Rory és Jess New Yorkban jár.
22. Rory and Lane (Cue) – Sam Phillips (0:14)
23. Girl From Mars – Ash (3:27)
  - 2. évad, 5. rész, Piroska és a két farkas
  - Amikor Jess és Rory könyvekről beszélgetnek.
24. My Little Corner of the World – Yo La Tengo (2:23)
  - 1. évad, 21. rész, Dalnokok és százszorszépek
  - Amikor Lorelai és Rory egymás felé futnak, hogy megosszák egymással a jó híreket.
  - A Kit Pongetti feldolgozásában is hallható a dal az első rész végén, amikor Lorelai és Rory Luke kávézójában ülnek.

## Fordítás
- Ez a szócikk részben vagy egészben  az   Our Little Corner of the World: Music from Gilmore Girls című angol Wikipédia-szócikk ezen változatának fordításán alapul.  Az eredeti cikk szerkesztőit annak laptörténete sorolja fel. Ez a jelzés csupán a megfogalmazás eredetét és a szerzői jogokat jelzi, nem szolgál a cikkben szereplő információk forrásmegjelöléseként.